# Angela Merici

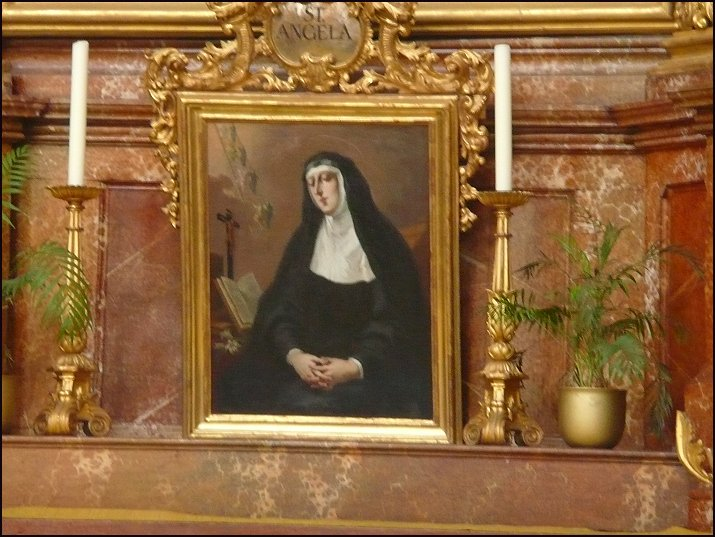
Die heilige Angela Merici, Bildnis von Bartolomeo Altomonte in der Ursulinenkirche, Linz

Angela Merici (* 21. März 1474 in Desenzano del Garda am Gardasee; † 27. Januar 1540 in Brescia) war die Gründerin der Compagnia di Sant’Orsola, aus der sich der Orden der Ursulinen entwickelte. Angela Merici wird von der katholischen Kirche als Heilige verehrt. Ihr Gedenktag in der Liturgie ist der 27. Januar.

## Leben

### Jugend
Angelas Vater Giovanni Merici war Landwirt mit Brescianer Bürgerrecht, wahrscheinlich adelig. Die Mutter Caterina stammte aus der angesehenen Familie Biancosi de Bianchi aus Salò. Angela hatte zwei oder drei Brüder und eine Schwester. Sie wuchs in dem Bauernhaus „Le Grezze“ nahe der Stadt auf. Das ländliche Leben prägte ihre Kindheit, die Mithilfe bei den Hausarbeiten und die selbstverständliche Frömmigkeit der Familie. Ohne eigentlichen Unterricht lernte sie lesen. Auch später las sie gern in der Bibel und in den lateinischen Schriften der Kirchenväter.
Als Angela etwa 10 Jahre alt war, starb ihre ältere Schwester und bald darauf ihr Vater. Als dann auch noch die Mutter starb, nahm die Familie des Onkels Biancosi sie und ihren jüngeren Bruder in Salò auf. Hier lernte sie das luxuriöse Leben der vornehmen Gesellschaft kennen. Ihr eigener Lebensstil blieb jedoch einfach und religiös geprägt. In dieser Zeit bat Angela um Aufnahme in den dritten Orden des heiligen Franziskus, einer Laiengemeinschaft (heute heißt sie Franziskanische Gemeinschaft), die den Einzelnen Anleitung zu einem religiösen Leben und zu tätiger Nächstenliebe gibt. Zeitlebens trug Angela das graue Kleid und den weißen Schleier und verstand sich als „Suor Angela Tertiaria“.

### Wirken
Mit etwa zwanzig Jahren geht sie zurück nach Le Grezze in das ererbte elterliche Haus. Sie ist nicht arm, lebt aber anspruchslos und zurückgezogen. Sie hilft anderen und erfährt selbst Hilfe, wie es auf dem Land üblich ist. Haus- und Feldarbeit und persönliches Gebet bestimmen ihren Alltag.
„Schwester Angela“ wird von den Leuten sehr geachtet.
Eine Überlieferung berichtet, dass sie in dieser Zeit während der Mittagspause auf dem Feld eine innere Schau gehabt habe, in der sie ihre geliebte Schwester inmitten von Engeln aus dem Himmel herabsteigen sah. Die Prozession sei vor ihr stehengeblieben, und die Schwester habe ihr gesagt, Gott wolle mit ihrer Hilfe eine geistliche Gemeinschaft junger Frauen gründen.
1516 bitten die Franziskaner sie, nach Brescia zu gehen, um Caterina Patengola, ein anderes Mitglied der Franziskanischen Gemeinschaft, zu trösten, die in kurzer Zeit ihren Mann und drei Kinder verloren hat.
Angela ist jetzt über vierzig Jahre alt.
In der vom Krieg zerstörten Stadt lernt Angela Armut und Not kennen, vor allem die Not durch moralischen Verfall. Hier begegnet sie aber auch der neuen religiösen Laienbewegung. Männer schließen sich zu Bruderschaften zusammen, um bewusst persönliche Frömmigkeit, christliche Lebensführung und soziales Engagement zu verbinden. Eine besondere Rolle kommt der „Compagnia del Divino amore“, Gemeinschaft der Göttlichen Liebe, zu. 1525 entsteht auch in Brescia eine Gruppe der „Divino Amore“.
Eine andere Bruderschaft gründet 1520 einen Luogo pio, ein Hospital für Unheilbare, also Syphilis kranke Männer und Frauen. Frauen der Brescianer Oberschicht, unter ihnen die junge Witwe Isabetta Prato, kümmern sich um Waisenmädchen, um gefährdete junge Frauen und um ehemalige Prostituierte.
Angela arbeitet hierbei nicht mit. Um sie sammelt sich aber eine Gruppe junger Männer und Frauen, deren geistiger Mittelpunkt sie ist. Zu ihnen gehören Girolamo Patengola und seine Freunde Agostino Gallo und Giovan Antonio Romano.
In dieser Zeit wohnt sie im Haus des Giovan Antonio Romano. Ihren Lebensunterhalt verdient sie durch ihrer Hände Arbeit. Romano und Gallo schildern Angelas Alltag:
Ihre Mahlzeiten sind karg, sie isst Obst, Gemüse und Fisch, Fleisch nur, wenn sie krank ist, und sie trinkt nie Wein. Sie schläft auf einer Strohmatte mit einem Stück Holz als Kopfkissen
und verbringt einen großen Teil der Nacht im Gebet.
Tagsüber ist sie ununterbrochen im Dienst für andere. Sehr viele Menschen holen sich bei ihr Rat. Und sie ist in der Lage, in jeder Notsituation zu helfen. Sie berät alle so liebenswürdig und klug, dass ihr Zimmer nie leer ist. Ihre besondere Gabe ist es, Zerstrittene zu versöhnen.

### Pilgerreisen
1524 unternahm sie eine Pilgerfahrt ins Heilige Land. Unterwegs bekam sie eine Augenkrankheit, durch die sie fast erblindete. Sie brach aber die Reise nicht ab, sondern ließ sich zu allen heiligen Stätten führen. Die Rückreise mit dem Schiff verlief gefahrvoll. Mitreisende und Besatzung schrieben es Angelas Gebet zu, dass sie schließlich das Ziel erreichten. Zurück in Venedig, konnte sie wieder sehen.
Die Adeligen der Stadt schätzten Angela so sehr, dass sie sie baten, zu bleiben und in den dortigen Luoghi pii mitzuarbeiten. Sie lehnte entschieden ab und brach fluchtartig auf.
Wahrscheinlich im Heiligen Jahr 1525 schloss sich Angela einer Pilgergruppe nach Rom an. Bei einer Privataudienz bat Papst Clemens VII. sie um ihre Mitarbeit bei den karitativen Einrichtungen der Stadt. Aber sie lehnte auch dies ab und kehrte mit dem Segen des Papstes nach Brescia zurück, da sie sich dorthin berufen glaubte.
1528 oder 1529 unternimmt sie wieder eine Wallfahrt, diesmal zum Sacro Monte oberhalb von Varallo.
Hier ist für alle jene Frommen, die nicht selbst ins Heilige Land reisen können, der Leidensweg Jesu in Kapellen mit lebensgroßen Figuren nachgebildet.
Auf der Rückreise besucht sie bei Mailand Herzog Francesco II. Sforza,
der sich ihr als geistlicher Sohn angetragen hat.
Auch er bittet sie zu bleiben.
1529 floh Angela auf Drängen von Freunden, die eine Belagerung Brescias durch die Truppen Karls V. befürchteten, nach Cremona. Auch hier wurde sie von Menschen jeden Standes aufgesucht und um geistliche Hilfe gebeten. In Cremona erkrankte Angela lebensgefährlich, aber zur Überraschung aller erholte sie sich wieder. 1530 war Angela wieder in Brescia. Körperlich war Angela gebrechlich geworden, aber geistig war sie immer noch voller Energie.

## Gründung der Gemeinschaft

Regel der Compagnia

Ab 1531 sammelte Angela Merici junge Frauen um sich, die zwar ein Leben nach den evangelischen Räten führen, aber nicht in ein Kloster eintreten wollten. Ab 1533 trafen sie sich regelmäßig zu Gebet, Austausch und geistlicher Unterweisung. Am 25. November 1535 gründeten Angela und 28 junge Frauen die Compagnia di Sant’ Orsola, die Gemeinschaft der heiligen Ursula, die 1535 von Papst Paul III. anerkannt wurde.
Tatsächlich ist die Compagnia, die Angela Merici 1535 mit 28 jungen Frauen gründete, das erste Säkularinstitut der Kirchengeschichte:
- Die Mitglieder bleiben in ihren normalen Lebensbeziehungen
- Sie wohnen zu Hause oder an ihrem Arbeitsplatz
- Sie leben nach einer eigens für diese Gemeinschaft verfassten Regel
- Die Leitung liegt allein in den Händen der Frauen
- Ziel dieser Gemeinschaft ist nicht eine bestimmte Aufgabe, sondern die Stärkung der Mitglieder auf ihrem Weg eines ehelosen Lebens in gegenseitiger menschlicher Solidarität und sozialer Absicherung.

Das unterscheidet Angelas Gemeinschaft von allen bisherigen Gründungen.
Für diese Gemeinschaft verfasste Angela Merici mit ihren Mitschwestern eine Regel, die der Bischof von Brescia 1536 bestätigte. 1537 wurde sie zur Generaloberin gewählt. Als sie 1539 schwer erkrankte, diktierte sie ihrem Sekretär und Freund Gabriele Cozzano ihr „Testament“ („Legati“) und die „Gedenkworte“ („Arricordi“) für diejenigen, die die Gemeinschaft nach ihrem Tod leiten würden.
Am Nachmittag des 27. Januar 1540 starb Angela in ihrem Zimmer bei der Kirche Sant’Afra. Am nächsten Tag wurde sie in der Kirche aufgebahrt, bekleidet mit dem Habit der Terziarinnen. Von der Bevölkerung Brescias wurde sie schon kurz nach ihrem Tod als Heilige verehrt. 1768 wurde Angela Merici von der katholischen Kirche seliggesprochen, 1807 erfolgte die Heiligsprechung. Ihre Reliquien befinden sich in einem Kristallsarkophag in der Oberkirche der früheren Kirche Sant’Afra, die heute Angela Merici geweiht ist.

## Entwicklung der Gemeinschaft
Nach dem Tode Angelas ist die Gemeinschaft tiefgreifenden  Erschütterungen ausgesetzt. Es fehlt die anerkannte Persönlichkeit der Gründerin. Kritik an der Lebensweise der Schwestern wird laut. Viele meinen es sei für junge Frauen zu schwer, eigenständig und ohne den Schutz von Ordenskleid und Klostermauern in Ehelosigkeit zu leben. Im Mittelpunkt der Kritik steht Angelas Armuts- und Gehorsamsverständnis, vor allem aber die selbständige Lebensweise von Frauen in der Welt. Diese Angriffe kommen  einerseits von angesehenen Familien, andererseits von Ordensmännern und Priestern.
Tatsächlich verlassen einige die Gemeinschaft, um in ein Kloster herkömmlicher Art einzutreten oder zu heiraten. Und nur wenige kommen hinzu, weil vor allem die angesehenen Brescianer Bürger es nicht zulassen, dass ihre Töchter in die Compagnia eintreten. So ist die junge Gemeinschaft schon 1545, fünf Jahre nach Angelas Tod, in einer schweren Krise in Bezug auf ihr Selbstverständnis.
Angelas Nachfolgerin Lucrezia Lodrone versucht der Kritik mit Zugeständnissen zu begegnen. Sie erbittet in Rom die päpstliche Anerkennung der Gemeinschaft und ordnet an, dass alle Schwestern als Zeichen ihrer Zugehörigkeit und als Symbol ihres Gottgeweihtseins einen schwarzen Gürtel tragen. Ein Teil der Mitglieder sieht darin jedoch einen Verrat am Willen der Gründerin und widersetzt sich dieser Anordnung. Vergeblich verteidigt auch Angelas Sekretär Gabriele Cozzano die ursprüngliche Intention. Es kommt zur Spaltung. Bei diesen sich über Jahre hinziehenden Auseinandersetzungen geht es keineswegs nur um eine Äußerlichkeit, sondern vielmehr um die Treue zum Geist der Gründerin.
Der Konflikt  weitet sich aus, so dass schließlich auch die kirchlichen Amtsträger in den Streit verwickelt werden und Stellung beziehen müssen.
Am 14. April 1546 wird die beantragte Bulle Papst Pauls III. „Regimini Universalis Ecclesiae“ verkündet. Sie bestätigt die „Compagnia di Sant’Orsola“ in Brescia und ihre Regel, sie stellt die Mitglieder vermögens- und erbrechtlich Ordensfrauen und Verheirateten gleich, versieht die Gesellschaft mit Ablässen und gestattet den Leiterinnen, die Satzungen und Ordnungen ohne Zustimmung des Ortsbischofs zu ändern.
Nach Lodrones Tod verschärft sich der Streit, als Ginevra Luzzago, die Vertreterin der Angela-Treuen, rechtmäßig zur Nachfolgerin gewählt wird und die Gegnerinnen kurz darauf Veronica Buzzi wählen.
Erst nach dem Tod der Luzzago 1558 ergibt sich die Chance zur Einigung. Beide Gruppen machen Zugeständnisse. Wesentlichen Anteil daran hat Francesco Cabrino, der Begründer der „Compagnia della Pace“, der „Väter vom Frieden“, einer Vereinigung von Priestern, die vor allem sich der Verkündigung des katholischen Glaubens widmen, in den Hospitälern arbeiten und Katechismusunterricht erteilen.
Cabrino sieht die Ursulinen als weibliche Ergänzung zur „Compagnia della Pace“ und überträgt ihnen den Katechismusunterricht für die Mädchen, der mehr und mehr mit Elementarunterricht in Lesen, Schreiben, Rechnen und Handarbeit verbunden wird.
1559 wird Franceso Cabrino zum gemeinsamen Beichtvater gewählt und gewinnt zunehmend Einfluss auf die Gemeinschaft. Die enge Verbindung mit der „Compagnia della Pace“ und die Einbindung in die kirchlichen Strukturen bringen allgemeine Anerkennung. In dieser Zeit hat die Gemeinschaft großen Zulauf.
In ähnlicher Form entstehen in den folgenden Jahren in der Umgebung von Brescia andere Ursulinengemeinschaften. Für die weitere Entwicklung wird jedoch Mailand bedeutsam, das sich im Anschluss an das Konzil von Trient unter Kardinal Carlo Borromeo zu einem Zentrum der katholischen Reformbewegung entwickelt. Dieser unterstützt die neuen Gemeinschaften, insbesondere die Ursulinen. Borromeo gründet eine Ursulinengemeinschaft und lässt die Angela-Regel auf die Mailänder Verhältnisse hin überarbeiten. Katechismusunterricht wird als Aufgabe festgeschrieben; und die oberste Leitung liegt ausschließlich in den Händen von Priestern. Diese Mailänder Fassung trägt zwar den Namen der „Compagnia di Sant’Orsola“, sie ist jedoch eine betont iuridisch nüchterne Satzung, ohne Bezug zur mericianischen Spiritualität. Erst die zweite Ausgabe der Regel enthält eine kurze Biographie Angela Mericis und die Gründungsgeschichte der Gesellschaft. Neben der Unterweisung in der christlichen Lehre übernehmen einige Ursulinen die Betreuung von Kindern in den Waisenhäusern und erkennen bald die Notwendigkeit dort zusammenzuleben. Die meisten bleiben jedoch weiterhin in ihren Familien.
In Zusammenarbeit mit der Christenlehrbewegung haben die Ursulinen als „Katechismusjungfrauen“ ihren charakteristischen Aufgabenbereich gefunden. Hier liegen die Anfänge für den Schulorden. Aus der kleinen Gruppe um Angela Merici ist eine Organisation unter männlicher Führung geworden, die stark in die Reformbewegung nach dem Konzil von Trient eingebunden ist.
Eine der wichtigsten Etappen in der Geschichte der Ursulinen ist der Schritt über die Grenzen Italiens hinaus – zunächst nach Frankreich und von dort aus in das übrige Europa und nach Übersee.
Im Zuge der kirchlichen Reformmaßnahmen entstehen in Frankreich Ursulinengemeinschaften, die sich bewusst am italienischen Vorbild orientieren. Mehr und mehr gewinnen die Christenlehrbruderschaft der Doktrinarier und die Jesuiten für das Selbstverständnis an Bedeutung.
Besonders günstige Voraussetzungen sind in Avignon gegeben, da es zum Kirchenstaat gehört. Hier besteht bereits eine Gruppe von Frauen um Francoise de Bermond, die sich in der Christenlehre engagieren. Befreundete Geistliche bringen von einer Reise nach Ferrara die Regel der dortigen Ursulinen mit.
Die Regel von Ferrara stützt sich hauptsächlich auf die „reformierte Regel“ von Brescia, belässt aber die Leitung vollständig bei den Frauen selbst. Die Gruppe in Avignon entscheidet sich für diese Regel.
Wie in Avignon finden sich in vielen französischen Städten Frauen, die sich für eine religiöse Erneuerung einsetzen und sich den Ursulinen anschließen. Bei ihnen stehen Katechismusunterricht und religiöse Unterweisung im Vordergrund, nicht das Gemeinschaftsleben. Die Schwestern legen einfache Gelübde ab und leben ohne Klausur zusammen. Wegweisend für die weitere Ausbreitung und Entwicklung der Ursulinen werden  vor allem die Gemeinschaften  in Bordeaux und Paris.
Nach dem Vorbild von Avignon entsteht 1606 die Ursulinengemeinschaft in Bordeaux zunächst als einfache Kongregation. Spirituell gewinnen die Jesuiten an Einfluss. Wie in Brescia kommt von kirchlicher und bürgerlicher Seite Kritik an der freien Lebensweise der Schwestern, so dass Eltern ihren Töchtern verbieten, sich den Ursulinen anzuschließen. Obwohl der Erzbischof von Bordeaux Kardinal Francois de Sourdis zunächst die bisherige Form des Zusammenlebens verteidigt, entsteht bei den Schwestern aus dem Bedürfnis nach öffentlicher Anerkennung der Wunsch nach der Umgestaltung in einen monastischen Orden. Dabei spielt auch der Zug  jener Zeit nach Mystik und Verinnerlichung eine Rolle. 1618 wird die Gemeinschaft als monastisches Kloster mit strenger Klausur bestätigt.  Dies verpflichtet die Ursulinen auch, die Augustinusregel zu übernehmen. Die ergänzenden Konstitutionen verbinden ursulinische Tradition – zurückgehend auf Angela Merici und die Regel von Ferrara – mit wesentlichen Elementen aus der Spiritualität der Jesuiten.
Bordeaux wird zum „Mutterkloster“ bedeutender Neugründungen. Von hier aus kommen die Ursulinen 1621 nach Lüttich und von dort aus 1639 nach Köln.
In Paris haben sich fromme und einflussreiche Witwen in den Dienst der katholischen Reformbewegung gestellt. Ab 1607 bemühen sie sich um die Errichtung einer Ursulinengemeinschaft. Anders als die Ursulinen in der Provence betonen sie das beschauliche Element und streben die Form eines monastischen Ordens mit feierlichen Gelübden an. Mit einem vierten Gelübde verpflichten sie sich trotz Klausur zur Erziehungstätigkeit. 1612 genehmigt Papst Paul V. diesen Ordenszweck und das vierte Gelübde.
Der Einfluss der Pariser Gründung auf die Ausbreitung der Ursulinen kann kaum hoch genug eingeschätzt werden. Allein in den Jahren bis 1640 werden 38 neue Gemeinschaften gegründet. Auch andere Gemeinschaften nehmen – mehr oder weniger gezwungen – die monastische Lebensform an.

## Heute
Als monastischer Orden verbreiten sich die Ursulinen von Frankreich aus rasch in Deutschland und anderen Teilen Europas. Überall ist Bedarf an Möglichkeiten der Mädchenbildung. Angelas Menschenbild der Wertschätzung und der Ermutigung setzt Maßstäbe in der Erziehung. Und die Ursulinen gehen selbst mit gutem Beispiel voran, sind innovativ und selbstbewusst, Vorbild für viele Orden und Kongregationen, die im 18. und 19. Jahrhundert gegründet werden. Sie gehen mit missionarischem Geist nach Übersee und gründen Klöster, wo immer sie gebraucht werden. Mehr als vierhundert Jahre lang schreiben sie Schulgeschichte. Man sagt, Ursulinen sind Lehrerinnen.
Dass sie viel mehr als Lehrerinnen sind, wird heute wieder deutlich. Zum einen ist die Mädchenbildung öffentlich gesichert. Zum anderen sind Schulen Großbetriebe geworden, die die Konvente finanziell und personell überfordern. Da ist es gut sich auf die Anfänge zu besinnen.
Angela war nicht Lehrerin, sondern Seelsorgerin. Sie hat die Nöte der Menschen, besonders der Frauen, ihrer Zeit gesehen und mutig reagiert. So liegt es nahe, dass sich die Ursulinen heute verstärkt auf die pastoralen Aufgaben konzentrieren, die die Nöte der Menschen dieser Zeit betreffen. Angelas Erbe kann um die Ordensgemeinschaft herum Kreise ziehen. Angelas Vorbild kann Menschen ermutigen, als christlicher Sauerteig zu leben.

## Patrozinien
Die römische Kirche Sant’Angela Merici ist der hl. Angela geweiht, das Bischöfliche Mädchengymnasium Angela-Merici-Gymnasium in Trier, die Erzbischöfliche Ursulinenschule in Hersel für Mädchen, das Erzbischöfliche St.-Angela-Gymnasium in Wipperfürth, St.-Angela-Gymnasium in Bad Münstereifel und die Angelaschule in Osnabrück und viele weitere sind ihrem Patrozinium unterstellt.